# Leptostylis calva
Leptostylis calva är en kräftdjursart som beskrevs av Watling och McCann 1996. Leptostylis calva ingår i släktet Leptostylis och familjen Diastylidae.
Artens utbredningsområde är Oregon. Inga underarter finns listade i Catalogue of Life.